# Argiwowie
Argiwowie – mieszkańcy starożytnego Argos. Określenie Greków spotykane w starożytnej literaturze, zwłaszcza u Homera.
W czasie wojny trojańskiej odgrywali Argiwowie pod królem Agamemnonem główną rolę w wojsku greckim, tak, że od nich nazwa przeszła na wszystkich Greków.